# Švédská štafeta
Švédská štafeta je lehkoatletická disciplína. Soutěží v ní proti sobě čtyřčlenné týmy, na rozdíl od jiných štafetových běhů nepřekonává každý závodník stejnou vzdálenost: kilometrová trať je rozdělena na úseky dlouhé 100 m, 200 m, 300 m a 400 m (zpravidla seřazené od nejkratšího po nejdelší). Název pochází z toho, že tato štafeta je tradiční součástí stockholmského mítinku DN Galan. Běhá se také na národních šampionátech severských zemí, na mistrovství světa v atletice do 17 let a na olympijských hrách mládeže. Neoficiální světový rekord na této trati zaběhl v roce 2006 ve Stockholmu jamajský tým ve složení Christopher Williams, Usain Bolt, Davian Clarke a Jermaine Gonzales: 1:46.59.